# Hyphessobrycon weitzmanorum
Hyphessobrycon weitzmanorum is een straalvinnige vissensoort uit de familie van de karperzalmen (Characidae). De wetenschappelijke naam van de soort is voor het eerst geldig gepubliceerd in 2003 door Lima & Moreira.